# 高原操
高原 操（たかはら みさお、1875年12月13日 - 1946年11月21日）は、日本のジャーナリスト。大阪朝日新聞主筆兼取締役編集局長。大正デモクラシーの第一線言論人。

## 経歴
福岡県筑紫郡（現那珂川市西畑）の真宗教徳寺の住職高原神洞の長男として生まれる。母のトラは第一回から第三回総選挙まで衆議院議員に選出された事業家津田守彦の妹。
1895年福岡県立尋常中学修猷館を卒業。修猷館の友人には後の福岡市長久世庸夫がいる。1898年第五高等学校第一文科を卒業。在学中は教授であった夏目漱石に3年間薫陶を受けている。なお、その後も高原と漱石の交流は続き、高原が朝日新聞に入社した翌年の1907年に、漱石も朝日新聞に入社しており、1912年には、高原が著した紀行文『極北日本：樺太踏査日録』（政教社、1912年）の序文を漱石が書いている。1916年に漱石は死去したが、大阪朝日新聞に追悼文を書いたのは高原であった。
1901年東京帝国大学文科大学哲学科を卒業し、滋賀県の彦根第三仏教中学（現・龍谷大学付属平安中学校・高等学校）で教鞭を執るが、その傍ら京都帝国大学法科大学政治学科に入学し、卒業後1906年に大阪朝日新聞に入社する。
1916年大阪朝日新聞経済部長、1919年同取締役編集局長、1920年同主筆兼常務取締役編集局長を歴任。このころ、「普選と軍縮の高原」と呼ばれ、主筆として普通選挙促進の大演説会を行い、軍縮促進の論陣を張って軍部と全面対決していた。しかし、これらの論調が在郷軍人会による不買運動を呼び、右翼団体による圧力などもあって、朝日新聞の経営陣からは次第に疎まれていくこととなる。
1936年大阪と東京の主筆を一本化し、東京朝日新聞主筆だった緒方竹虎（修猷館の11年後輩でもある）が、朝日新聞主筆として東西の論説委員を統括することになったことを契機に、高原は取締役を退任し、名ばかりの名誉主筆となる。これまで軍縮キャンペーンを張っていた高原と大阪朝日の論調を抑える策であったとされる。1940年東京朝日新聞と大阪朝日新聞が、朝日新聞として題号を統一。
1946年朝日新聞顧問となるが同年11月21日死去。上野精一社主が葬儀委員長として准社葬が執り行われた。